# 17795 Elysiasegal
Elysiasegal (asteróide 17795) é um asteróide da cintura principal, a 1,9809859 UA. Possui uma excentricidade de 0,1718261 e um período orbital de 1 351,25 dias (3,7 anos).
Elysiasegal tem uma velocidade orbital média de 19,25807182 km/s e uma inclinação de 1,73586º.
Este asteróide foi descoberto em 20 de Março de 1998 por LINEAR.